# Darren Keet
Darren Keet (ur. 5 sierpnia 1989 w Kapsztadzie) – południowoafrykański piłkarz grający na pozycji bramkarza. Od 2021 jest zawodnikiem klubu Cape Town City FC.

## Kariera klubowa
Swoją karierę piłkarską Keet rozpoczął w klubie Ajax Kapsztad. Następnie był zawodnikiem takich zespołów jak Edgemead i Bothasig AFC. W 2007 roku został zawodnikiem Vasco da Gama Kapsztad, w którym zadebiutował w trzeciej lidze RPA. W 2008 roku odszedł do Bidvest Wits. W sezonie 2009/2010 zdobył z nim Nedbank Cup.
W lipcu 2011 roku Keet podpisał kontrakt z belgijskim KV Kortrijk, który zapłacił za niego kwotę 210 tysięcy euro. Swój debiut w Eerste klasse zanotował 26 listopada 2011 w wygranym 1:0 wyjazdowym meczu z Germinalem Beerschot. W sezonie 2012/2013 stał się podstawowym zawodnikiem Kortrijku. Grał w nim do 2016 roku.
Latem 2016 Keet wrócił do Bidvest Wits. W sezonie 2016/2017 został z nim mistrzem kraju. W 2019 przeszedł do Oud-Heverlee Leuven. Zadebiutował w nim 21 grudnia 2019 w przegranym 0:2 domowym meczu z Excelsiorem Virton. W sezonie 2019/2020 awansował z nim z drugiej do pierwszej ligi belgijskiej.
W 2021 Keet wrócił do Południowej Afryki. Wiosną 2021 grał w drugoligowym Cape Umoya United FC. Latem 2021 przeszedł do Cape Town City FC. Swój debiut w nim zaliczył 3 kwietnia 2022 w wygranym 5:1 domowym meczu z Baroka FC. W sezonie 2021/2022 został z nim wicemistrzem kraju.
| Sezon   | Klub                 | Kraj              | Rozgrywki     | Mecze | Bramki |
| ------- | -------------------- | ----------------- | ------------- | ----- | ------ |
| 2007/09 | Vasco da Gama        | Południowa Afryka | Western Cape  | ?     | ?      |
| 2008/09 | Bidvest Wits         | Południowa Afryka | PSL           | 8     | 0      |
| 2009/10 | Bidvest Wits         | Południowa Afryka | PSL           | 22    | 0      |
| 2010/11 | Bidvest Wits         | Południowa Afryka | PSL           | 25    | 0      |
| 2011/12 | KV Kortrijk          | Belgia            | Eerste klasse | 9     | 0      |
| 2012/13 | KV Kortrijk          | Belgia            | Eerste klasse | 35    | 0      |
| 2013/14 | KV Kortrijk          | Belgia            | Eerste klasse | 32    | 0      |
| 2014/15 | KV Kortrijk          | Belgia            | Eerste klasse | 22    | 0      |
| 2015/16 | KV Kortrijk          | Belgia            | Eerste klasse | 30    | 0      |
| 2016/17 | Bidvest Wits         | Południowa Afryka | PSL           | 22    | 0      |
| 2017/18 | Bidvest Wits         | Południowa Afryka | PSL           | 20    | 0      |
| 2018/19 | Bidvest Wits         | Południowa Afryka | PSL           | 26    | 0      |
| 2019/20 | OH Leuven            | Belgia            | Tweede klasse | 6     | 0      |
| 2020/21 | OH Leuven            | Belgia            | Eerste klasse | 1     | 0      |
| 2020/21 | Cape Umoya United FC | Południowa Afryka | NFD           | 6     | 0      |
| 2021/22 | Cape Town City FC    | Południowa Afryka | PSL           | 1     | 0      |

## Kariera reprezentacyjna
W 2009 roku Keet wystąpił wraz z reprezentacją Republiki Południowej Afryki U-20 na mistrzostwach świata U-20.
W dorosłej reprezentacji Republiki Południowej Afryki Keet zadebiutował 10 września 2013 roku w przegranym 1:2 towarzyskim meczu z Zimbabwe, rozegranym w Johannesburgu.